# 995
| [ Edytuj tabelę ]              |                                                         |
| Książę Polski                  | - 992 Bolesław I Chrobry 1025                           |
| Król Anglii                    | - 978 Ethelred II Bezradny 1016                         |
| Hrabia Aragonii i król Nawarry | - 994 García II 1000                                    |
| Hrabia Barcelony               | - 992 Rajmund Borrell 1017                              |
| Książę Bawarii                 | - 985 Henryk II Kłótnik 995 - 995 Henryk IV 1005        |
| Książę Burgundii               | - 965 Odo-Henryk 1002                                   |
| Cesarz Bizancjum               | - 976 Bazyli II Bułgarobójca 1025                       |
| Car Bułgarii                   | - 977 Roman 997 - 976 Samuel Komitopul 1014             |
| Cesarz Chin                    | - 976 Song Taizong 997                                  |
| Książę Czech                   | - 972 Bolesław II Pobożny 999                           |
| Król Danii                     | - 987 Swen Widłobrody 1014                              |
| Władca Egiptu                  | - 975 Al-Aziz 996                                       |
| Król Francji                   | - 987 Hugo Kapet 996                                    |
| Król Gruzji                    | - 961 Dawid III 1001                                    |
| Hrabia Holandii                | - 993 Dirk III 1039                                     |
| Cesarz Japonii                 | - 986 Ichijō 1011                                       |
| Kalif                          | - 991 Al-Qadir 1031                                     |
| Hrabia Kastylii                | - 970 Garcia I Fernandez 995 - 995 Sancho I Garcia 1017 |
| Król Khmerów                   | - 968 Dżajawarman V 1001                                |
| Wielki książę Kijowa           | - 978 Włodzimierz I Wielki 1015                         |
| Patriarcha Konstantynopola     | - 984 Mikołaj II Chryzoberges 996                       |
| Władca Korei                   | - 981 Sŏngjong 997                                      |
| Król Leónu                     | - 984 Bermudo II 999                                    |
| Król Munsteru                  | - 978 Brian Śmiały 1014                                 |
| Król Norwegii                  | - 994 Olaf I Tryggvason 999                             |
| Hrabia Palatynatu              | - 994 Ezzon 1034                                        |
| Papież                         | - 985 Jan XV 996                                        |
| Hrabia Portugalii              | - 950 Gonçalo Mendes 999                                |
| Książę Saksonii                | - 973 Bernard I 1011                                    |
| Król Szkocji                   | - 971 Kenneth II 995 - 995 Konstantyn III 997           |
| Król Szwecji                   | - 970 Eryk Zwycięski 995 - 995 Olaf Skötkonung 1022     |
| Doża Wenecji                   | - 991 Pietro II Orseolo 1009                            |
| Książę Węgier                  | - 970 Gejza 997                                         |
| Cesarz Wietnamu                | - 980 Lê Hoàn 1005                                      |

Rok 995 / CMXCV
stulecia: IX wiek ~
X wiek ~
XI wiek

lata: 985 «
990 «
991 «
992 «
993 «
994 «
995
» 996
» 997
» 998
» 999
» 1000
» 1005

## Wydarzenia w Polsce
- 17 sierpnia – początek wyprawy cesarza Ottona III wraz z Bolesławem Chrobrym przeciw Wieletom.
- Książę polski Bolesław Chrobry wsparł cesarza Ottona III w jego wyprawie przeciwko Obodrytom.

## Wydarzenia na świecie
- 28 września – najazd Przemyślidów na Libice i wymordowanie przez nich większości rywalizującego z nimi rodu Sławnikowiców.
- Młody cesarz Otton III uzyskał realną władzę z rąk regentki Adelajdy.

## Urodzili się
- Olaf II Święty, król Norwegii

## Zmarli
- 3 lutego - Wilhelm IV Żelazne Ramię, książę Akwitanii i hrabia Poitiers (ur. 937)
- 28 sierpnia - Henryk II Kłótnik, książę Bawarii (ur. 951)
- data dzienna nieznana :
  - Eryk Zwycięski, władca Szwecji (ur. ok. 945)
  - Haakon Sigurdsson, władca Norwegii (ur. ?)
  - Kenneth II, król Szkocji (ur. ?)
  - Stefan Držislav, król Chorwacji (ur. ?)